# Die Casagrandes
Die Casagrandes ist eine US-amerikanische Zeichentrickserie, die seit dem 14. Oktober 2019 in den USA gesendet wird. Bei der Serie handelt es sich um ein Spin-off von Willkommen bei den Louds, welche von Chris Savino geschaffen wurde.
Am 6. März 2018 wurde das Spin-off unter dem Titel „Los Casagrandes“ erstmals angekündigt. Im Januar 2019 wurde bekannt, dass der Titel in „The Casagrandes“ geändert wurde.
Im deutschen Sprachraum feierte die Serie am 30. März 2020 ihre Premiere und wird sowohl bei Nick Deutschland, Nick Austria und Nick Schweiz als auch Nicktoons gesendet.
Am 17. Februar 2022 wurde bekanntgegeben, dass die Serie nach drei Staffeln mit insgesamt 60 Folgen eingestellt wird. Die Charaktere sollen jedoch weiterhin in „Willkommen bei den  Louds“ auftreten.
Am 22. März 2024 erschien ein Film zur Serie bei Netflix.

## Inhalt
In der Serie geht es um die 11-jährige Ronnie Anne, die zusammen mit ihrer großen Familie und ihren Freunden in einem Appartement lebt, wo ihr Großvater einen eigenen Laden betreibt. Aufgrund der vielen Bewohner erlebt Ronnie Anne so stets neue Abenteuer. Der Haupthandlungsort der Serie ist Great Lakes City.
Die Serie baut auf die Ereignisse aus der Serie „Willkommen bei den Louds“ auf, in der Ronnie Anne und ihr Bruder Bobby mit ihrer Mutter Mitte der 2. Staffel nach Great Lakes City gezogen sind.

## Figuren

### Die Santiagos
Ronnie Anne Santiago
Ronalda „Ronnie“ Anne Santiago ist die jüngere Schwester von Bobby und elf Jahre alt. Sie ist sehr mutig, liebt Skaten, Videospiele und jemandem Streiche zu spielen. Ihre beste Freundin ist Sid Chang.
Bobby Santiago
Roberto Alejandro Martinez-Millan Luis „Bobby“ Santiago, Jr. arbeitet im Laden seines Großvaters. Er ist nahezu immer gut gelaunt und 17 Jahre alt.
Maria Santiago
Maria Casagrande-Santiago ist die Mutter von Ronnie Anne und Bobby und die Tochter von Rosa und Hector sowie die Schwester von Carlos. Sie ist Ärztin, 43 Jahre alt und wollte nach Great Lakes City ziehen, damit ihre Kinder nicht mehr so oft allein sind.
Arturo Santiago
Dr. Arturo Santiago ist der Vater von Ronnie Anne und Bobby. Er lebt nicht bei seiner Familie.

### Die Casagrandes
Rosa Casagrande
Rosita „Rosa“ Casagrande ist die Großmutter von Ronnie Anne, Bobby sowie ihren Cousins und ihrer Cousine. Sie kocht sehr gerne und ist sehr abergläubisch, weswegen sie auch viele Kerzen besitzt. Sie ist 63 Jahre alt.
Hector Casagrande
Hector Casagrande ist der Großvater von Ronnie Anne, Bobby sowie von ihren Cousins und von ihrer Cousine. Er leitet den Laden unten im Appartement und ist sehr begeistert von Ideen von Bobby für den Laden. Er liest außerdem nicht Zeitung, da er sich nur über Tratsch von seinen Kunden informiert. Des Weiteren ist er 67 Jahre alt.
Frida Puga-Casagrande
Frida Puga-Casagrande ist die Ehefrau von Carlos, die Mutter von Carlota, CJ, Carl und Carlitos sowie die Tante von Ronnie Anne und Bobby sowie von ihren Cousins und von ihrer Cousine. Sie ist 42 Jahre alt und macht gerne Fotos von allem, was im Haus passiert.
Carlos Casagrande
Carlos Casagrande ist der Ehemann von Frida, der Vater von Carlota, CJ, Carl und Carlitos sowie der Onkel von Ronnie Anne und Bobby sowie von seinen Cousins und von seiner Cousine. Seine Eltern sind Rosa und Hector und Maria ist seine Schwester. Er liest sehr viel, ist Professor und 45 Jahre alt.
Carlota Casagrande
Carlota Casagrande ist 17 Jahre alt. Sie ist die Tochter von Frida und Carlos, die Schwester von CJ, Carl und Carlitos und die Cousine von Ronnie Anne und Bobby. Sie interessiert sich sehr für Mode.
CJ Casagrande
Carlos Jr. „CJ“ Casagrande ist 13 Jahre alt. Er ist der Sohn von Frida und Carlos, der Bruder von Carlota, Carl und Carlitos und der Cousin von Ronnie Anne und Bobby. Als zweitältester der Kinder liebt er es, Pirat oder Superheld zu spielen. Er hat das Down-Syndrom.
Carl Casagrande
Carlino „Carl“ Casagrande ist acht Jahre alt. Er ist der Sohn von Frida und Carlos, der Bruder von Carlota, CJ und Carlitos und der Cousin von Ronnie Anne und Bobby. Für sein Alter fühlt er sich wie der Chef und kommandiert daher gerne andere Person herum.
Carlitos Casagrande
Carlitos Casagrande ist ein Jahr alt. Er ist der Sohn von Frida und Carlos, der Bruder von Carlota, CJ und Carl und der Cousin von Ronnie Anne und Bobby. Trotz seines Alters weiß er, wie man ein Geheimnis für sich behält oder wie man andere Person nachahmt. Da er noch nicht reden kann, verwendet er eine Zeichensprache.
Lalo
Lalo ist der stets glückliche Hund der Casagrandes.
Sergio
Sergio ist der Papagei der Casagrandes, welcher sich des Öfteren über die Familienmitglieder lustig macht.

### Die Changs
Sid Chang
Sid Chang ist Ronnie Annes beste Freundin und lebt mit ihrer Familie im Appartement der Casagrandes, nachdem sie nach Great Lakes City gezogen sind. Sie ist zwölf Jahre alt.
Adelaide Chang
Adelaide Chang ist Sids jüngere Schwester und sechs Jahre alt.
Becca Chang
Rebecca „Becca“ Chang ist die Mutter von Sid und Adelaide und die Ehefrau von Stanley Chang. Sie ist als Zoologin im Great Lake City Zoo tätig.
Stanley Chang
Stanley Chang ist der Vater von Sid und Adelaide und der Ehemann von Becca Chang. Er arbeitet von Beruf an als U-Bahnfahrer in Great Lake City.

## Synchronisation
| Rolle                 | Originalsprecher  | Deutscher Sprecher    |
| --------------------- | ----------------- | --------------------- |
| Ronnie Anne Santiago  | Izabella Alvarez  | Simona Pahl           |
| Bobby Santiago        | Carlos PenaVega   | Johannes Semm         |
| Maria Santiago        | Sumalee Montano   | Tina Eschmann         |
| Rosa Casagrande       | Sonia Manzano     | Isabella Grothe       |
| Hector Casagrande     | Ruben Garfias     | Erik Schäffler        |
| Frida Puga-Casagrande | Roxana Ortega     | Katrin Decker         |
| Carlos Casagrande     | Carlos Alazraqui  | Jens Wendland         |
| Carlota Casagrande    | Alexa PenaVega    | Nina Witt (bis 3.14a) |
| CJ Casagrande         | Jared Kozak       | Sebastian Urbanski    |
| Carl Casagrande       | Alex Cazares      | Laszlo Charisius      |
| Carlitos Casagrande   | Roxana Ortega     | Jenny Maria Meyer     |
| Sergio                | Carlos Alazraqui  | Achim Buch            |
| Sid Chang             | Leah Mei Gold     | Elise Eikermann       |
| Adelaide Chang        | Lexi Sexton       | Leyla Bulut           |
| Becca Chang           | Melissa Joan Hart |                       |
| Stanley Chang         | Ken Jeong         | Robert Kotulla        |
| Arturo Santiago       | Eugenio Derbez    |                       |
| Vito Filliponio       | Carlos Alazraqui  | Kai Henrik Möller     |
| Mrs. Flores           | Michelle Bonilla  | Kristina von Weltzien |
| Miranda               | Cristina Pucelli  |                       |
| Mr. Nakamura          | Bruce Locke       |                       |

## Ausstrahlung

### Übersicht
| Staffel | Episodenanzahl | Erstausstrahlung USA | Erstausstrahlung USA | Deutschsprachige Erstausstrahlung | Deutschsprachige Erstausstrahlung |
| Staffel | Episodenanzahl | Staffelpremiere      | Staffelfinale        | Staffelpremiere                   | Staffelfinale                     |
| ------- | -------------- | -------------------- | -------------------- | --------------------------------- | --------------------------------- |
| 1       | 20 (38)        | 14. Oktober 2019     | 25. November 2020    | 30. März 2020                     | 10. Dezember 2020                 |
| 2       | 20 (37)        | 9. Oktober 2020      | 10. Dezember 2021    | 21. Februar 2021                  | 26. Dezember 2021                 |
| 3       | 20 (37)        | 17. September 2021   | 30. September 2022   | 23. Februar 2022                  | 28. Februar 2023                  |
| Film    | Film           | 22. März 2024        | 22. März 2024        | 22. März 2024                     | 22. März 2024                     |
| Shorts  | 10 (10)        | 16. Juli 2021        | 10. Juni 2022        | 28. Dezember 2021                 |                                   |

Anmerkung
1. ↑  Die erste Zahl steht für die Anzahl der Episoden nach dem Produktionscode und die zweite Zahl für die Anzahl der verschiedenen Geschichten

### Home-Media-Veröffentlichungen
- Staffel 1 erschien am 2. Februar 2021 in den USA